# 18 bánh xe công lý
18 bánh xe công lý (tiếng anh: 18 Wheels of Justice) là một phim truyền hình dài tập của Hoa Kỳ thuộc thể loại trinh thám, tội phạm, phiêu lưu. Bộ phim gồm hai phần được phát tại Hoa Kỳ trên hệ thống của TNN trong hai năm 2000 và 2001, tại Việt Nam bộ phim được phát sóng trên kênh VTV3 vào năm 2002 và rất thành công. Vào 2008, bộ phim lại được phát sóng trở lại trên VTV3, vì lượng yêu cầu lớn đến từ phía khán giả. 

## Nội dung
Đặc vụ FBI Michael Cates tham gia nằm vùng và triệt phá thành công một tổ chức ngầm do Jacob Calder điều hành. Trong thời gian làm nhân chứng tố cáo Jacob, ngôi nhà của Michael bị gài bom, vợ và con gái anh được cho là đã chết trong vụ nổ. Jacob trở thành kẻ tình nghi còn Michael được đưa vào chương trình Bảo vệ nhân chứng, anh được cấp cho một danh tính mới là Chance Bowman -một cảnh sát ngầm dưới danh nghĩa tài xế xe tải- và bắt đầu rong ruổi bất định khắp nước Mỹ. Trên hành trình của mình, Chance và sếp Burton Hardesty và đồng nghiệp Cie Baxter đã phá nhiều vụ án, giúp đỡ nhiều người gặp khó khăn. Với tiềm lực tài chính quyền thế, Jacob vẫn làm vua trong tù, điều khiển đàn em gây khó dễ cho Chance; tuy nhiên mọi chuyện đã thay đổi khi Jacob quyết định cung cấp bàng chứng, chứng minh hắn không giết vợ con Chance (Michael). Sau khi tại ngoại, Jacob cho Chance biết nhiều chuyện đáng ngờ sau vụ nổ, và vợ anh có những bí mật mà anh không hề biết; cả Jacob và Chance giờ trở thành mục tiêu của một thế lực khác.

## Sản xuất
Bộ phim được phát sóng vào năm 2000 trên hệ thống TNN, do KingWorld Productions, Inc. và Stu Segall Productions, hợp tác với Fireworks Entertainment, Park Avenue
Productions và IN-Motion AG sản xuất. David H. Balkan và Stu Segall làm giám đốc sản xuất, bấm máy tại San Diego.
Các nhà tài trợ gồm hãng sản xuất máy công nghiệp Caterpillar, hãng sản xuất thiết bị điện Eaton, hãng sản xuất lốp Bridgestone cộng tác cùng Kenworth.
Hãng sản xuất xe tải Kenworth một nhánh của PACCAR Inc, tài trợ phần phương tiện và xe tải cho nhân vật chính, một chiếc Kenwood T2000.
Tháng 12 năm 2000, nhà sản xuất thông báo làm tiếp phần 2 và phát sóng trên TNN (Paramount Network). Với diễn viên mới Bobby Hosea trong vai Trợ lý bộ tưởng tư pháp Jonathan Snow.

## Diễn viên
- Lucky Vanous .....vai.. Michael Cates / Chance Bowman
- G. Gordon Liddy .....vai.. Jacob Calder
- Billy Dee Williams .....vai.. Burton Hardesty
- Lisa Thornhill .....vai.. Celia "Cie" Baxter